# Sbirre

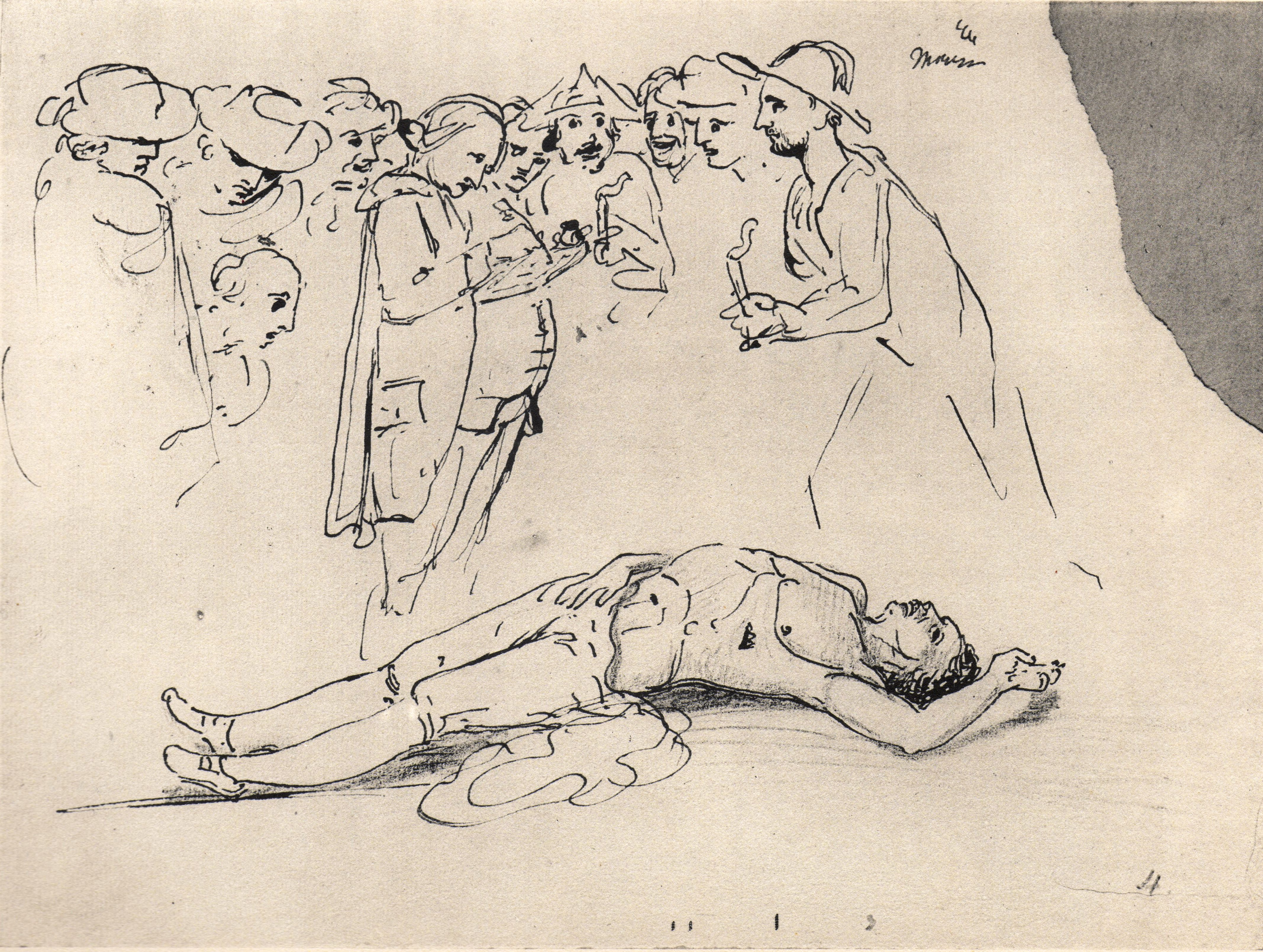
Ein Sbirre, kenntlich an seinem Dreispitz, beleuchtet mit einer Kerze den Tatort eines Mordes, der soeben protokolliert wird. Zeichnung von Johann Heinrich Wilhelm Tischbein

Die Bezeichnung Sbirre (italienisch: sbirro, „Spitzel“) wurde bis ins 19. Jahrhundert vor allem im Kirchenstaat und der Republik Venedig, aber auch in anderen italienischen Staaten für die militärisch organisierten Gerichtsdiener, Häscher, Schergen und Wachmänner verwendet. Sie galten vielfach als korrupt, bestechlich und gewalttätig, so dass die Bezeichnung Sbirre als pejorative Bezeichnung auch für Geheimdienstangehörige oder Polizisten anderer Länder verwendet wurde.